# Eveline de Haan
Eveline de Haan (21 februari 1976) is een Nederlands voormalig hockeyspeelster.
In clubverband speelde ze voor NMHC Nijmegen, HC Rotterdam en HC Klein Zwitserland. Als keepster speelde De Haan 30 keer voor het Nederlands team in de periode 1999 tot 2006.
Sinds seizoen 2013/2014 is De Haan hoofdcoach bij HGC Dames 1. Met dit team werd ze in seizoen 2014/2015 kampioen in de Overgangsklasse B.

## Erelijst
- 1999, Europees kampioenschap,
- 2000, Champions Trophy,
- 2004, Champions Trophy,
- 2005, Europees kampioenschap,
- 2006, Wereldkampioenschap